# Iocaste (mythologie)
Iokaste (Oudgrieks: Ἰοκάστη) of Iocaste (Latijn) is een figuur uit de Griekse mythologie. Bij Homerus heet ze Epikaste. Zij is de dochter van Menoikeus, de vrouw van Laios en de moeder van Oedipus. Toen ze zwanger was van Oedipus, stuurde haar man Laios haar naar het Orakel van Delphi. Het orakel zei dat het kind voorbestemd was zijn vader te vermoorden en met zijn moeder te trouwen. Toen Oedipus geboren was liet Iokaste hem achter in het woud, met twee pennen door de benen geboord zodat hij niet zou ontsnappen (Οἰδίπους betekent lett. 'zwelvoet') en zou sterven. Echter een schaapherder vond hem en hij gaf het kind aan koning Polybos en zijn vrouw Merobe van Korinthe.
Toen Oedipus ouder werd en zich afvroeg wie zijn echte ouders nu precies waren, raadpleegde hij het orakel en kreeg te horen dat hij zijn vader zou doden en met zijn moeder zou trouwen. In veronderstelling dat zijn ouders de Korintische koning Polybos en zijn echtgenote Merobe waren, verliet hij Korinthe. Nadat hij zijn 'thuisstad' had verlaten, doodde hij tijdens een ruzie op de weg, zonder dat hij het wist, zijn vader Laios. 
Toen hij langs de stad Thebe kwam, de plek waar hij geboren was, werd hem de toegang ontzegd door de Sphinx, een leeuw met een vrouwenhoofd en de vleugels van een adelaar, die sinds een tijdje de stad had 'bezet' en iedere voorbijganger een raadsel voorlegde als voorwaarde om toegang tot de stad te krijgen. Oedipus kreeg het volgende raadsel voorgelegd: "Wat loopt in de ochtend op vier poten, in de middag op twee en in de avond op drie?" Oedipus' antwoord luidde: "De mens", aangezien de mens in zijn jonge jaren (ochtend) op vier poten kruipt, later, wanneer hij heeft leren lopen (middag), op twee, en ten slotte, in zijn laatste levensfase (avond), op drie 'poten' loopt, onder begeleiding van een wandelstok. Het raadsel van de Sphinx was opgelost en de Sphinx wierp zichzelf van een klif; de stad was bevrijd.
Als dank voor het ontrafelen van het raadsel, mocht Oedipus met de koningin van Thebe trouwen, Iokaste, de weduwe van zijn vader, de door hem gedode Laios, en tevens zijn moeder. De voorspelling van het orakel was uitgekomen. Samen kregen Oedipus en Iokaste twee zonen (Eteokles en Polyneikes), die elkaar in de slag van de Zeven tegen Thebe zouden doden, en twee dochters (Antigone en Ismene), waarbij eerstgenoemde, nadat Polyneikes in de slag van de Zeven tegen Thebe was omgekomen en zij zijn lichaam tegen de regels van de koning had begraven (Polyneikes had immers de wapens opgenomen tegen zijn eigen vaderstad en was daarmee een vijand van de stadstaat), door Kreon ter dood werd veroordeeld en samen met diens zoon Haemon om het leven kwam. Nadat de waarheid met betrekking tot het orakel aan het licht gekomen was, pleegde Iokaste zelfmoord en stak Oedipus zijn ogen uit. Hij pleegde geen zelfmoord omdat hij bang was de schimmen van zijn ouders te zien zonder dat hij eerst geboet heeft voor zijn daden.
Na de dood van Oedipus wordt de broer van Iokaste, Creon, tijdelijk benoemd als regent van Thebe, totdat Polyneikes en Eteokles oud genoeg zijn om te regeren.